# Fäbodtjärnen (Lidens socken, Medelpad)
Fäbodtjärnen är en sjö i Sundsvalls kommun i Medelpad och ingår i Indalsälvens huvudavrinningsområde.